# Ристо Јојић
Ристо Јојић (Баре Краљске код Андријевице, 2. фебруар 1886 - Београд, 18. новембар 1944) је био српски и југословенски политичар из Црне Горе, професор реалне гимназије у Београду, учесник Балканских ратова и Првог светског рата, члан Извршног народног одбора Велике народне скупштине српског народа у Црној Гори, Привременог народног представништва и Народне скупштине Краљевине Југославије, министар исхране и обнове земље у другој влади Миленка Веснића, потпредседник Југословенске демократске странке, масон и комесар Министарства привреде у Комесарској управи Милана Аћимовића.

## Биографија

### Младост и образовање
Рођен је 2. фебруара 1886. године у Барама Краљским код Андријевице. Пореклом од племена Васојевића, од оца Вукашина Јојића и мајке Мирјане Зечевић. Завршио је Српску нижу гимназију у Скопљу 1905. године и Српску вишу гимназију у Солуну 1908. године. Тада се уписао на Филозофски факултет Универзитета у Београду, где је дипломирао. За време студија је потписао проглас против крунисања краља Николе I Петровића за краља Црне Горе, сматрајући да ће то отежати процес српског уједињења.

### Ослобођење и уједињење
Као српски војник се борио у Балканским ратовима. Запослио се као професор Реалне гимназије у Београду 1913. године. Учествовао је и у Првом светском рату и борио се на Солунском фронту. Јула 1917. године је именован за члана Црногорског одбора за народно уједињење.
Испред среза андријевачког је изабран за посланика Велике народне (Подгоричке) скупштине српског народа у Црној Гори. На њој је изабран за члана Извршног народног одбора, који је имао задатак да спроведе одлуку о безусловном уједињењу Црне Горе са Краљевином Србијом, у складу са програмом бјелаша. Овај одбор је практично до 1922. године управљао покрајином Црном Гором.

### Политичка каријера
Од оснивања Југословенске демократске странке Љубомира Давидовића 1919. године, налазио се на месту њеног потпредседника. Током фебруара 1919. године је изабран за посланика Привременог народног представништва Краљевине Срба, Хрвата и Словенаца. У другој влади Миленка Веснића од 18. априла 1920. до 1. јануара 1921. године, обављао је дужност министра исхране и обнове земље. За народног посланика је биран у два наврата, на изборима 1923. и 1925. године, оба пука као кандидат Југословенске демократске странке.
Примљен је у слободнозидарску ложу "Препород", 21. маја 1926. године. Члан исте ложе је био и др Иво Андрић.
Један је од оснивача Српског културног клуба, који је основан 1936. године на челу са Слободаном Јовановићем и Драгишом Васићем.

### Други светски рат
Након окупације Југославије у Другом светском рату 1941. године, постао је комесар Министарства просвете у Комесарској управи Милана Аћимовића. Шеф његовог кабинета је био Петар Баћовић, према једном извештају Павла Ђуришића. На том положају је био од 30. априла до 11. јула 1941. године, када га је након оставке заменио Велибор Јонић.
Потписао је Апел српском народу, који је објављен у лист „Ново време“, дана 13. августа 1941. године, а којим се јавно осуђује комунистички устанак у окупираној Србији и народ позван на поштовање окупаторског реда и мира.
Гестапо га је ухапсио у новембру 1941. године и једно време држао у Бањичком логору. Саслушавала га је Специјална полиција Управе града Београда, која га је означила као комунисту.
Ухапшен је од стране ОЗНЕ, непосредно по ослобођењу Београда, 22. октобра 1944. године. Његово име се нашло на списку 105 стрељаних по пресуди Војног суда Првог пролетерског корпуса Народноослободилачке војске Југославије, који је објављен 27. новембра 1944. године у Политици. Стрељан је највероватније 18. новембра.